# Chloritisanax banneri
Chloritisanax banneri är en snäckart som först beskrevs av Ludwig Pfeiffer 1863.  Chloritisanax banneri ingår i släktet Chloritisanax och familjen Camaenidae. Inga underarter finns listade i Catalogue of Life.